# Улица добре воље
„Улица добре воље” је југословенска телевизијска серија снимљена 2000. године.

## Улоге
| Глумац              | Улога                |
| ------------------- | -------------------- |
| Никола Булатовић    | Цврчак (глас)        |
| Милан Чучиловић     | Пас Петроније (глас) |
| Владислава Ђорђевић | Радосна Сова (глас)  |
| Александра Ђурић    | Балерина Дуда (глас) |
| Раде Вукотић        | Мрав (глас)          |

Комплетна ТВ екипа  ▼
| Редитељ    | Данило Вукотић    |           |
| Сценариста | Игор Бојовић      |           |
| Продуцент  | Раде Вукотић      | продуцент |
| Композитор | Владимир Пејковић |           |
| Mонтажер   | Мирјана Радичанин |           |